# نیمه‌عمر ۲: قسمت نخست
نیمه‌جان ۲: قسمت نخست (به انگلیسی: Half-Life 2: Episode One) یک بازی ویدئویی علمی تخیلی به سبک تیراندازی اول شخص است که توسط شرکت ولو ساخته، و در ۱ ژوئن ۲۰۰۶ منتشر شده است و دنبالهٔ بازی نیمه‌جان ۲ است. این بازی در ابتدا با نام نیمه‌جان ۲: پیامد نامگذاری شد، اما بعدها شرکت ولو به دلیل اینکه مطمئن شد ادامه‌ای برای این مجموعه خواهد ساخت نام آن را به قسمت نخست تغییر داد. همانند نیمه‌جان ۲، نسخه نخست نیز از موتور گرافیکی سورس استفاده می‌کرد. بازی دارای سیستم نورپردازی و فناوری انیمیشن جدید، همراه با بهبود هوش مصنوعی بود.
نیمه‌جان ۲: قسمت نخست به عنوان یکی از قسمت‌های مجموعه بسته جعبه نارنجی در کنار نیمه‌جان ۲: قسمت دوم، پورتال و تیم فورترس ۲ در دسترس است.

## داستان
حوادث این قسمت بلافاصله بعد از نیمه‌جان ۲ و در اطراف شهر ۱۷ اتفاق می‌افتد. در نسخه نخست نیز شخصیت دکتر گوردون فریمن و همراه او آلیکس ونس و ادامه مبارزه آن‌ها علیه نژادی از موجودات فرابشری به نام کمباین را بازگو می‌کند. داستان از جایی شروع می‌شود که، گوردون بعد از رخدادهای پیش آمده در نیمه‌جان ۲ که در انتها باعث ازهوش رفتن او شده بود، توسط شخصیت انجیمای بازی، جی من، در خارج از برج و پایگاه اصلی دشمن یعنی سیتادل از خواب بیدار می‌شود. در طول بازی گوردون به همراه آلیکس قصد فرار از شهر را دارند. اگر هسته اصلی این برج منفجر شوند، کل شهر نیز با شهروندانش نابود می‌شود.
بنابراین دکتر فریمن تصمیم می‌گیرد به برج وارد شود و هسته را برای مدتی پایدار سازد که اول با مخالفت پدر آلیکس ونس یعنی آلای ونس مواجه می‌شود، ولی بعد گوردون و آلیکس وارد برج می‌شوند و هسته را برای مدتی پایدار می‌کنند. در ادامهٔ بازی گوردون باید تعداد زیادی از شهروندان را به صورت دسته‌ای تا ایستگاه قطار اسکورت کند، سپس گوردون در مرحله آخر با تعداد زیادی از نیروهای کامباین مواجه می‌شود و باید با آن‌ها بجنگد، سپس همراه آلیکس با یک قطار از شهر ۱۷ خارج می‌شوند. هنگامی که سوار قطار هستند، آلیکس و گوردون نابودی کامل شهر ۱۷ و برج استعمار آن یعنی سیتادل را تماشا می‌کنند. در مرحله اول بازی بعدی یعنی نیمه جان ۲: قسمت دوم، گوردون در یک قطار خراب حضور دارد که باید از آن خارج شود.